# Windows HPC Server 2008
Windows HPC Server 2008, випущений Microsoft 22 вересня 2008 року, є наступником Windows Compute Cluster Server 2003. Як і WCCS, Windows HPC Server 2008 розроблено для високопродуктивних програм, які вимагають високопродуктивних обчислювальних кластерів (HPC означає High Performance Computing). Стверджується, що ця версія серверного програмного забезпечення ефективно масштабується до тисяч ядер. Він включає функції, унікальні для робочих навантажень HPC: новий високошвидкісний NetworkDirect RDMA, високоефективні та масштабовані інструменти керування кластером, планувальник завдань на сервіс-орієнтованій архітектурі (SOA), бібліотеку MPI на основі MPICH 2 з відкритим кодом і сумісність кластерів через такі стандарти, як специфікація High Performance Computing Basic Profile (HPCBP), розроблена Open Grid Forum (OGF).
У червні 2008 року система, створена спільно з Національним центром суперкомп'ютерних застосувань (NCSA) і Microsoft, посіла 23 місце в списку TOP500, рейтингу найшвидших суперкомп'ютерів у світі, з показником LINPACK 68,5 терафлопс. Суперкомп'ютер NCSA використовує як Windows Server HPC, так і Red Hat Enterprise Linux 4. До листопада 2011 року цей рейтинг опустився до № 253. Відтоді всі комп'ютери з Windows випали зі списку TOP500, а Linux замінила всі інші операційні системи в списку.
У рейтингу за листопад 2008 року, опублікованому TOP500, система Windows HPC, створена Шанхайським суперкомп'ютерним центром, досягла максимальної продуктивності 180,6 терафлопс і посіла 11 місце в списку. У червні 2015 року це була остання машина з Windows, яка залишилася в списку (випала пізніше), а потім займала 436 місце, ледве потрапивши до TOP500 (з Windows Azure, яка випала раніше).

## Windows HPC Server 2008 R2
Windows HPC Server 2008 R2, також відомий як Windows Server 2008 R2 HPC Edition (під кодовою назвою Windows 7 Server) на основі Windows Server 2008 R2, був випущений 20 вересня 2010 року

## Windows HPC Pack
Після Windows HPC Server 2008 R2 Microsoft випустила HPC Pack 2008 R2 у чотирьох варіантах: Express, Enterprise, Workstation і Cycle Harvesting. Пізніше він спростив пропозицію, випустивши HPC Pack 2012, який поєднав у собі можливості всіх чотирьох версій HPC Pack 2008 R2. HPC Pack 2012 можна встановити поверх будь-якої Windows Server 2012 Standard або Datacenter.
Для головного вузла HPC-Pack потрібен Windows Server, однак комп'ютерами вузла можуть бути Windows 10 або Windows 11.